# Grigori Mkrtytschewitsch Mkrtytschan
Grigori Mkrtytschewitsch Mkrtytschan (russisch Григорий Мкртычевич Мкртычан, wiss. Transliteration Grigorij Mkrtyčevič Mkrtyčan, armenisch Կրիկոր Մկրտիչյան, wiss. Transliteration Krikor Mkrtič'yan; * 3. Januar 1925 in Krasnodar, Russische SFSR; † 14. Februar 2003 in Moskau) war ein sowjetisch-russischer Eishockeytorwart, -trainer und -funktionär armenischer Nationalität. Er war Träger des Ehrenzeichens der Sowjetunion, der Medaille für tapfere Arbeit und des Verdienstordens für das Vaterland II. Klasse.

## Karriere
Mkrtytschans Vater floh 1915 vor den Massakern in Armenien nach Krasnodar, wo Grigori Mkrtytschan 1925 geboren wurde. Bald zog die Familie nach Moskau, wo Mkrtytschan als Kind zunächst Fußball spielte. Im Winter wurde statt Fußball Bandy gespielt, da er jedoch nicht ganz so schnell auf Kufen war, wurde er von seinen Freunden als Torwart bestimmt.
1946 erhielt er vom Trainer des Eishockeyteams Arbeitskraft-Reserve, Gawriil Katschalin, die Einladung, als Torwart in seinem Team zu spielen. Im Halbfinale des UdSSR-Pokals traf sein Team auf den HK ZSKA Moskau. Dabei gewann zwar die Mannschaft um Wsewolod Bobrow, Babitsch, Nikanorow, Winogradow und Anatoli Tarassow, aber der eigentliche Held des Spiels war Grigori Mkrtytschan, der viele Schüsse auf sein Tor hielt. Ein Jahr später spielte er für ZSKA Moskau., mit dem er 1948 die sowjetische Meisterschaft gewann. In den folgenden zwei Spielzeiten gewann ZSKA zwei weitere Meistertitel, bevor die Hälfte der Mannschaft zum WWS MWO Moskau delegiert wurde, da deren komplette erste Mannschaft bei einem Flugzeugabsturz verunglückt war. Mit WWS MWO gewann Mkrtytschan in den folgenden drei Jahren die sowjetische Meisterschaft sowie 1952 den Pokalwettbewerb, ehe der Klub aufgelöst wurde und er zu ZSKA Moskau zurückkehrte. Mit ZSKA gewann er drei weitere Meistertitel sowie die Pokalwettbewerbe von 1954, 1955 und 1956. Insgesamt stand er bei 170 Spielen in der sowjetischen Liga im Tor.
1951 wurde er als Verdienter Meister des Sports der UdSSR ausgezeichnet. Nach seinem Karriereende betreute er zwischen 1960 und 1962 den HK Lokomotive Moskau als Trainer und belegte mit der Mannschaft in der Meisterschaft 1961 den dritten Rang. Danach war er Mitglied des Sportausschusses der Russischen SFSR und der Sowjetunion. 1967 wurde er als Verdienter Trainer der UdSSR ausgezeichnet.
Ab 1992 gehörte er dem Vorstand des russischen Eishockeyverbandes, der russischen Profiliga und dem russischen Eishockey-Schiedsgericht an.
2004 wurde er postum in die russische Eishockey-Ruhmeshalle aufgenommen.

### International
1954 wurde Mkrtytschan in das neu gegründete Team der sowjetischen Eishockeynationalmannschaft berufen und bildete zusammen mit Nikolai Putschkow das erste Torhüterduo der Nationalauswahl. Am 14. Februar 1954 stand er in einem Spiel gegen die Tschechoslowakei zum ersten Mal für die Sbornaja auf dem Eis. Nach zwei weiteren Vorbereitungsspielen gegen die Schweiz debütierte die UdSSR-Auswahl bei der Eishockey-Weltmeisterschaft 1954, bei der sie sowohl den Weltmeister-, als auch den Europameistertitel gewann. Ein Jahr später, bei der Weltmeisterschaft 1955, gewann Mkrtytschan mit der Sbornaja die Silbermedaille.
Seine internationale Karriere wurde mit der Goldmedaille bei den Olympischen Winterspielen 1956 gekrönt. Für die Nationalmannschaft stand er in 25 Länderspielen im Tor. Am 26. Januar 1958 bestritt er sein letztes Länderspiel für die Sowjetunion. Arkadi Tschernyschow, Trainer der Nationalmannschaft zwischen 1954 und 1957, sagt über Mkrtytschan: „Er war der erste sowjetische Torwart, der auf international Ebene spielte. Und in diesem Sinne ist er wirklich der Vater der sowjetischen Eishockeytorwart-Schule.“

## Erfolge und Auszeichnungen
- Sowjetischer Meister 1948, 1949, 1950, 1955, 1956 und 1958 mit dem HK ZSKA Moskau
- Sowjetischer Meister 1951, 1952, 1953 mit WWS MWO Moskau
- Sowjetischer Pokalsieger 1952 mit WWS MWO Moskau
- Sowjetischer Pokalsieger 1954, 1955 und 1956 mit dem HK ZSKA Moskau

### International
- 1954 Goldmedaille bei der Weltmeisterschaft
- 1955 Silbermedaille bei der Weltmeisterschaft
- 1956 Goldmedaille bei den Olympischen Winterspielen

### Ehrungen
- 1951 Verdienter Meister des Sports der UdSSR
- 1967 Verdienter Trainer der UdSSR
- Ehrenzeichen der Sowjetunion
- Medaille für tapfere Arbeit
- 1996 Medaille des Verdienstordens für das Vaterland II. Klasse
- 2004 Aufnahme in die Russische Eishockey-Ruhmeshalle